# Кириллов, Аверкий Степанович
Аверкий Степанович Кириллов (1622—1682) — русский государственный деятель, купец-предприниматель.
Из посадских людей московской Садовой слободы. С 14.07.1659 года гость московский. В 1667 г. послан в Архангельск для ведания таможенных и кабацких сборов и наблюдения за торговлей иностранцев с русскими.
В 1670 году поставлял персидские товары в приказ Тайных дел, в 1672—1674 годах брал подряды на поставку вина, поташа и смольчуга.
В 1676 году вместе с жителями Тотьмы подал челобитную на злоупотребления воеводы князя С. П. Вяземского.
Ему принадлежали лавки в Москве и других городах, соляные варницы в Соли Камской. Дом Кириллова на Берсеневской набережной — выдающийся памятник архитектуры 17 века.
Благодаря протекции боярина И. М. Милославского в царствование Фёдора Алексеевича пожалован в думные дьяки (06.01.1677).
Управлял приказами: Большой казны [9(19).01.1677 — 1682 год], Большого прихода [09(19).01.1677 года — 1680 год]; Владимирской, Галицкой и Новгородской четвертей [07(17).03.1677 года — 1680 год]; Новой четверти (1679—1682) и Казённого приказа (1679—1680).
Был убит восставшими стрельцами 16 мая 1682 года по обвинению в том, что «великие взятки имал и налогу всякую и неправду чинил» (документальных свидетельств мздоимству Кириллова нет).
Сын — Яков Аверкиевич [1648 или 1649 — 03(13).09.1695], думный дьяк [25.03(04.04).1689]. Пожалован в гости московские 18(28).06.1666 года. Дьяк Владимирской, Галицкой и Новгородской четвертей (1677—1680 годы), приказа Большой казны (1680 год), член Расправной палаты (1689 год), с 1692/1693 года схимонах московского Донского монастыря.
Жена: дочь дьяка Домашнева (Домачнева) Семёна Филатовича и Марфы Мироновны Цвиленевой - Аграфена.